# Anolis phyllorhinus
Espèce
Synonymes
- Dactyloa phyllorhinus (Myers & Carvalho, 1945)

Anolis phyllorhinus est une espèce de sauriens de la famille des Dactyloidae. 

## Répartition
Cette espèce est endémique du Brésil. Elle se rencontre dans les États d'Amazonas et du Pará.

## Publication originale
- Myers & Carvalho, 1945 : A strange new leaf-nosed lizard of the genus Anolis from Amazonia. Boletim do Museu Nacional-Zoologia, no 43, p. 1-44.